# Usine d’incinération des Cheneviers
L'usine d’incinération des Cheneviers est un incinérateur de déchets situé dans la commune d'Aire-la-Ville dans le canton de Genève, sur la rive gauche du Rhône à la hauteur du barrage de Verbois. C’est la plus importante usine d’incinération de Suisse et le troisième producteur d’électricité du canton. Elle appartient aux Services industriels de Genève (SIG).

## Historique

### Cheneviers I
Le projet de construction d’une usine d’incinération est approuvé et les crédits sont votés par le Grand Conseil en 1898. Mais c'est seulement en 1966 que l’usine des Cheneviers est inaugurée. Elle se nomme alors « Usine de destruction des résidus urbains de Genève ». Ses deux fours ont une capacité de 100 000 tonnes par an et seront en service jusqu’en 1990. 
En 1965, les autorités présentent les travaux d'assainissement en cours et le fonctionnement des nouvelles installation est détaillé. La population génère alors « plus de 300 tonnes d’ordures par jour » et la chaleur dégagée par l’incinération aux Cheneviers « permettra une production de courant non négligeable ». Une quarantaine de personnes seront employées aux Cheneviers, l’usine fonctionnant 24 heures sur 24 avec cinq équipes. Le pilote du bateau pousseur vient de Bâle « où il a acquis une solide expérience de la navigation sur les eaux du Rhin ». Le chroniqueur relatant l’inauguration début juin 1966 rappelle que « de vives luttes opposaient ceux qui étaient pour une usine de compostage contre ceux qui penchaient pour une usine d’incinération », et que le choix de l’emplacement fut aussi difficile. L’État a voté un crédit de 20 millions de francs, la Ville de Genève un autre de 12 millions, et le coût de la construction monte finalement à 37 millions. 

### Cheneviers II
Un troisième four est construit en 1978 pour faire face à l’augmentation du volume de déchets et pour traiter les déchets spéciaux. Avec désormais trois fours, la capacité atteint 200 000 tonnes par an. 

### Cheneviers III
L’usine est à nouveau débordée et doit mettre en œuvre la nouvelle ordonnance sur la protection de l’air adoptée en 1985 par le Conseil fédéral. Les deux fours de Cheneviers III s’ajoutent en 1992, et ceux de Cheneviers I sont fermés. Des laveurs de fumées permettent de limiter la pollution. La capacité de l’usine atteint 350 000 tonnes par an.
Avec le développement du recyclage des déchets, l’usine se retrouve en surcapacité et se met à importer des déchets vaudois et allemands.
Le site des Cheneviers est géré depuis 2001 par les Services industriels de Genève (SIG). La mise en valeur de la chaleur générée par la combustion est réalisée avec le projet « CADIOM » de chauffage à distance. La nouvelle usine d’incinération construite à Lausanne en 2006 (Tridel) reprend le traitement des déchets vaudois et les Cheneviers se trouvent à nouveau en surcapacité. 180 000 tonnes de déchets napolitains sont alors traitées aux Cheneviers. Cette situation n’est pas acceptée et suscite un scandale politique : le Conseil d’État interdit l’importation de déchets dès 2008. Les SIG deviennent propriétaires de l’usine la même année, et en 2010 le four Cheneviers II est fermé.
Le développement des nouvelles technologies, la nécessité de satisfaire des normes toujours plus sévères concernant la pollution, et la tendance à la diminution des déchets grâce au recyclage, rendent les installations de Cheneviers III caduques. Une étude commandée en 2010 par l’État, la Ville de Genève, l’Association des communes genevoises et les Services industriels aboutit à la conclusion qu’une nouvelle usine de traitement doit être construite à l’horizon 2022.

## Projet Cheneviers IV
Les fours de Cheneviers I et II seront démolis et à leur place sera construite une nouvelle usine, Cheneviers IV. Ses deux fours devraient pouvoir traiter 160 000 tonnes de déchets par an. Les travaux pourraient commencer en 2018 et la mise en service est prévue en 2023. La nouvelle usine coûtera aux SIG entre 260 et 290 millions de francs, pour une durée de vie estimée à vingt-cinq ans. La nouvelle centrale devrait être plus propre et plus efficace : le réseau de chauffage à distance « CADIOM » pourrait doubler de capacité. Ensuite il est prévu de remplacer Cheneviers III par une zone de nature et de loisirs.
La nouvelle installation de chauffage à distance pourrait fournir l’énergie à 80 000 habitants (contre 40 000 en 2016). Par ailleurs le nombre d’employés pourrait diminuer de moitié (de 107 en 2013 à une cinquantaine).

## Mandats
L’usine des Cheneviers a pour vocation de traiter et valoriser les déchets urbains (ordures ménagères), agricoles, industriels et spéciaux. Les principaux usagers sont les communes et les entreprises genevoises. Des déchets ordinaires viennent aussi d'autres cantons suisses dans le cadre de l’entraide entre usines d'incinération, ou encore de France voisine.
L’usine des Cheneviers produit de l’énergie électrique et de la chaleur à distance (exploitée par « CADIOM », société détenue à 51 % par SIG). 
Le traitement des déchets est fait dans le respect des principes du développement durable. Les Cheneviers sont certifiés par le TÜV (Technischer Überwachungsverein, consultants indépendants, associations d'inspection technique) dans les domaines de la qualité (ISO 9001), de l’environnement (ISO 14001), de la santé et de la sécurité (OHSAS 18001).

## Chiffres
L'usine a une capacité de traitement de 250 000 tonnes par année, elle comprend deux lignes d'incinération des déchets et occupe une surface de 86 000 m2. Entre 2011 et 2015, une moyenne de 232 000 tonnes de déchets par année ont été livrés aux Cheneviers. Sur ce total et en 2015, 45 845 tonnes proviennent de la ville de Genève, dont 23 878 tonnes par barge. Les déchets spéciaux représentent 4 000 à 4 500 tonnes par année.
Environ 60 % des déchets arrivent aux Cheneviers par camion, environ 175 camions par jour. 40 % des déchets urbains sont acheminés par barges sur le Rhône, depuis le quai de chargement de La Jonction. Cela représente l’équivalent de 50 à 70 camions par jour. En moyenne, entre 2011 et 2015, les barges ont effectué 450 voyages totalisant 70 000 tonnes de déchets par année. En 2015, le nombre de voyages (348) a été limité par une crue exceptionnelle de l’Arve qui a encombré le lit du Rhône à La Jonction et entraîné l’interruption des transports pendant plusieurs mois. Quatre barges de 35 mètres et d’une capacité de 170 tonnes sont utilisées, elles sont déplacées par un « bateau pousseur »,.
Le principal résidu solide de l’incinération est constitué par les mâchefers, ils représentent 15 % du poids initial des déchets incinérés et 10 % de leur volume. Chaque année, 38 000 tonnes de mâchefers sont traitées dont 3 800 tonnes de métaux sont recyclés.
Les 116 collaborateurs (en 2015) représentent près de 30 métiers différents.

## Galerie

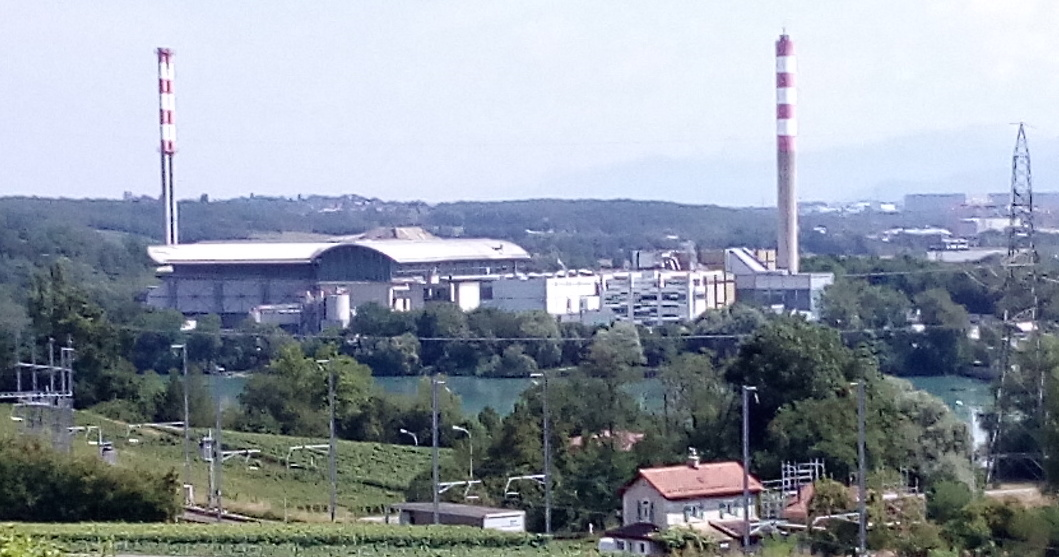
Les Cheneviers vus depuis Russin
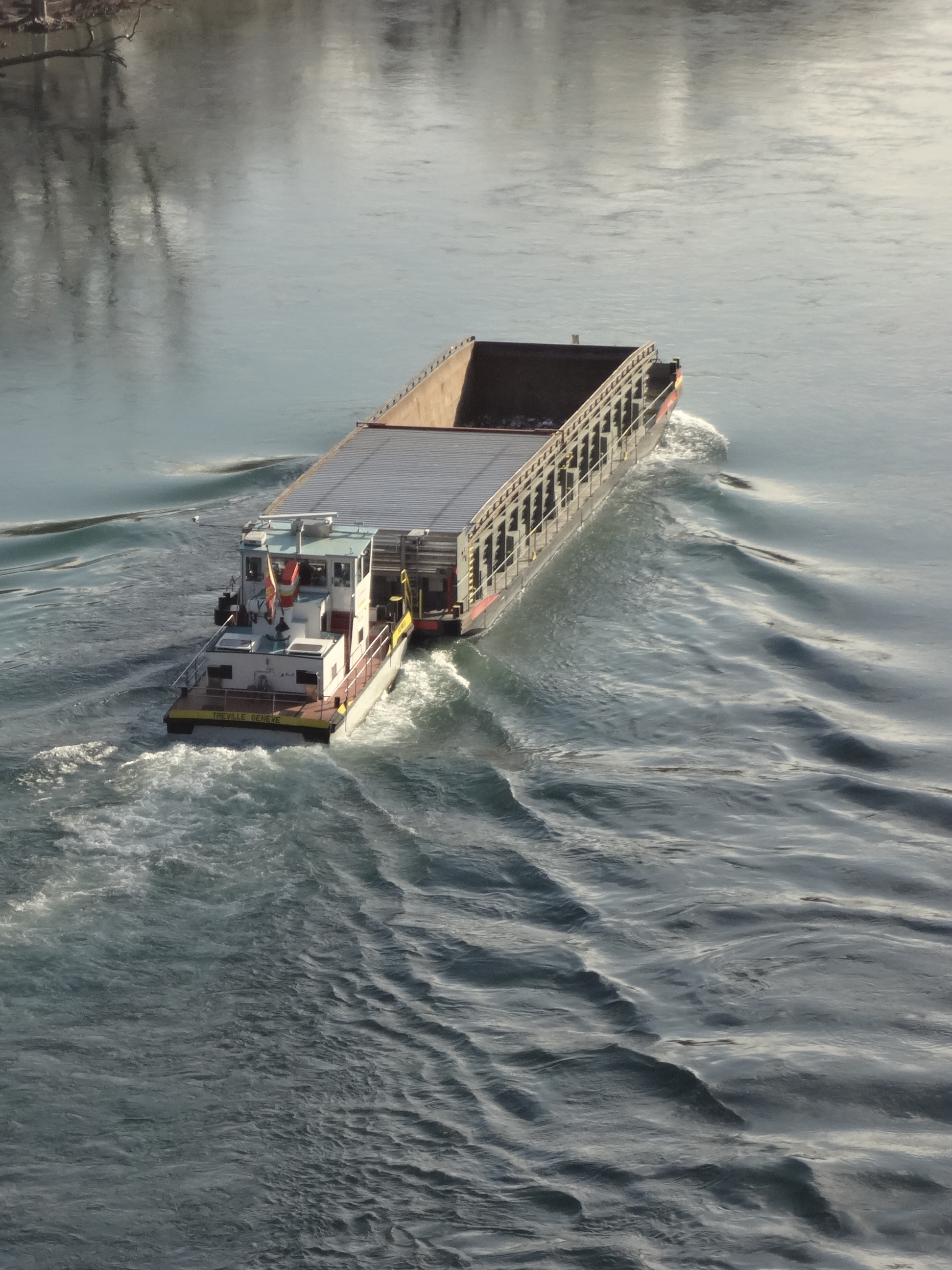
Barge pour le transport des déchets
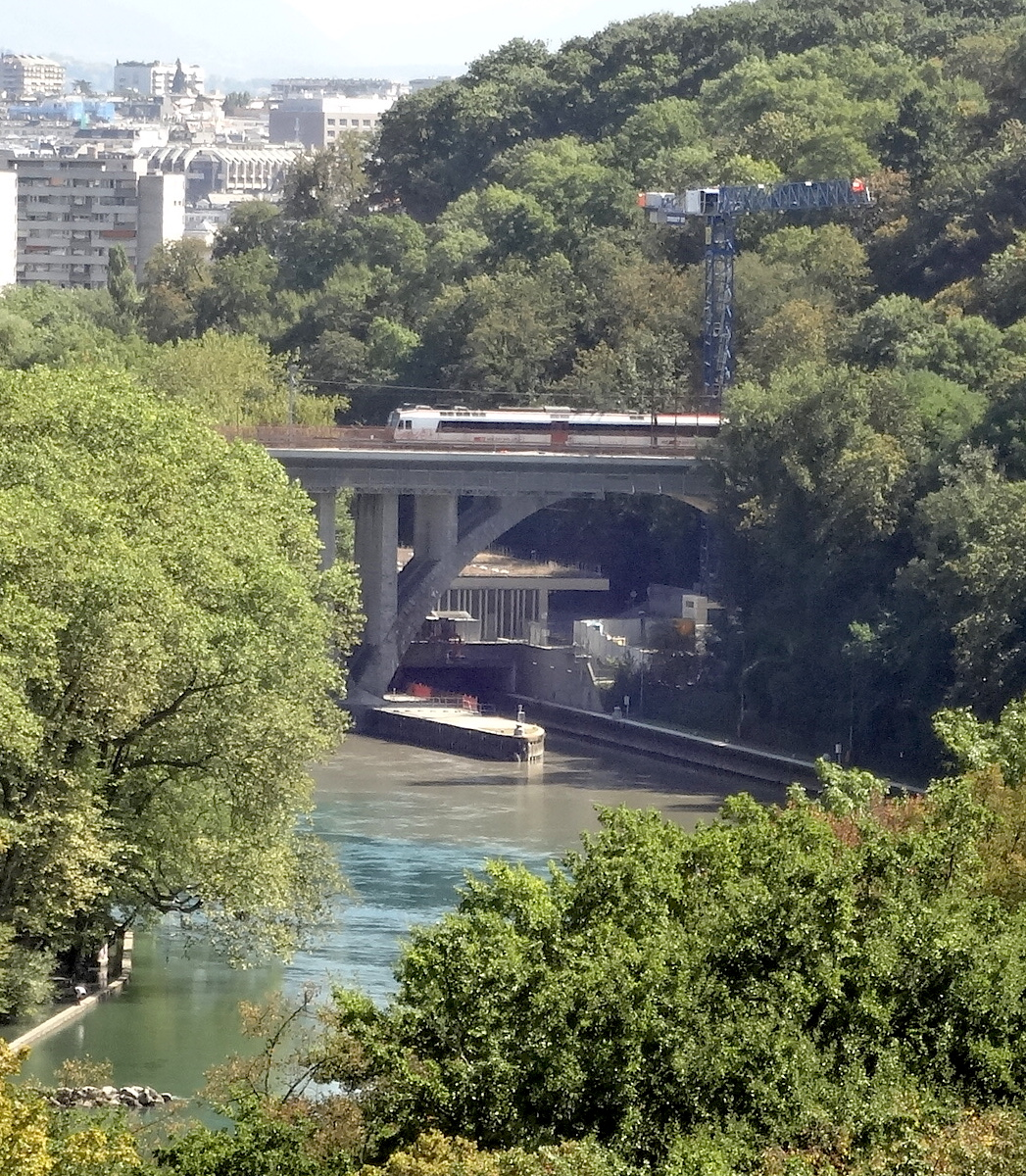
Accès au quai de chargement
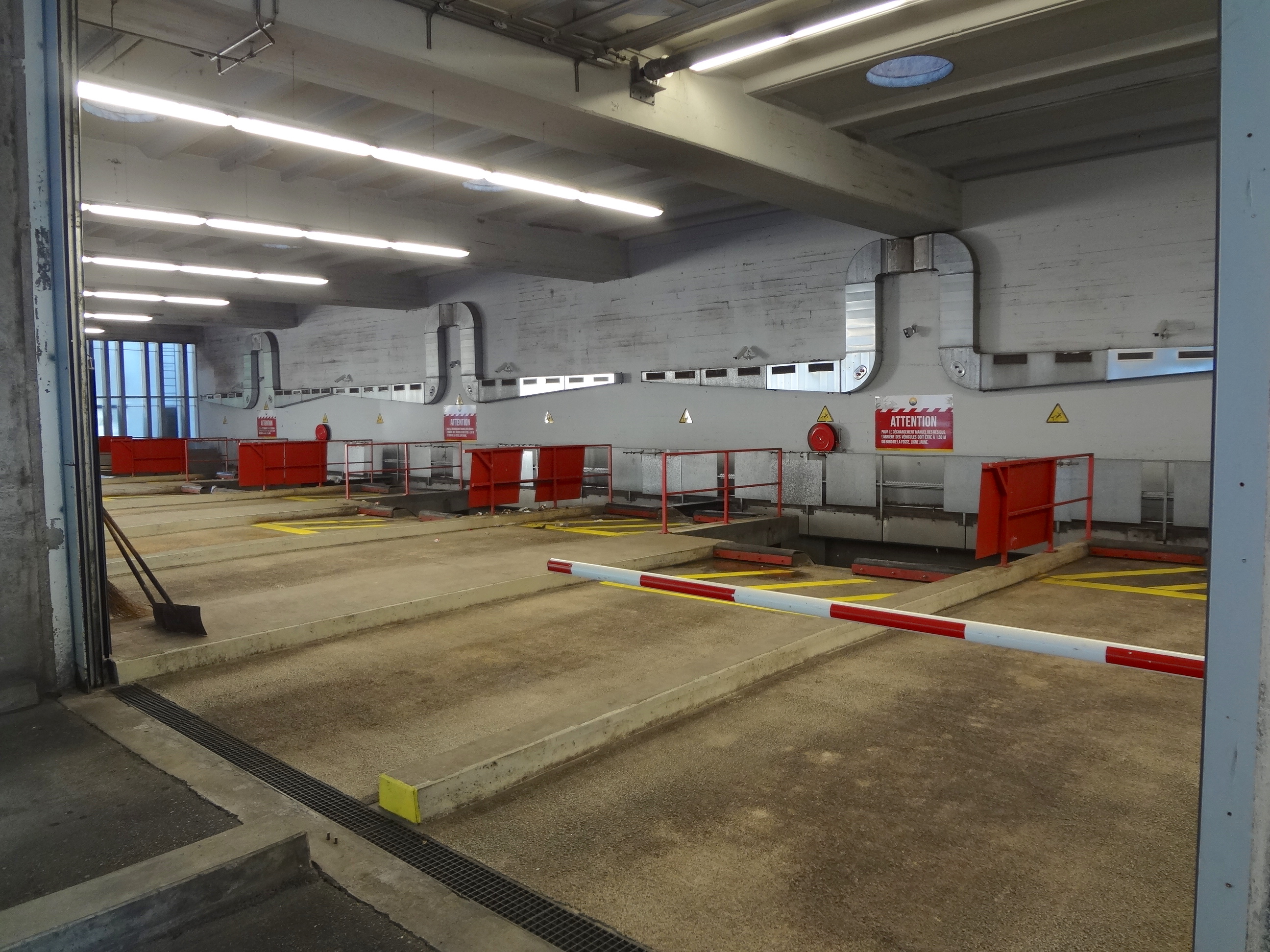
Quai de chargement de La Jonction

## Sources
- « Cheneviers IV : Une usine plus performante et redimensionnée pour Genève », sur www.sig-ge.ch, Services industriels de Genève, 4 juillet 2013 (consulté le 21 septembre 2016)
- Valorisation des déchets : Rapport d’exploitation 2015, Genève, Services industriels de Genève, juin 2016, 51 p. (lire en ligne) [PDF]